# A Guy Named Joe
A Guy Named Joe és una pel·lícula estatunidenca de Victor Fleming, estrenada l'any 1943.

## Argument
En una unitat de bombardeig a Anglaterra, un pilot americà (Spencer Tracy) destaca per la seva audàcia, les seves imprudències, la seva indisciplina. Però és un as, que aconsegueix tot el que intenta.
Professa una tendra passió a una encarregada de l'aviació americana, amb tota la desimboltura de l'heroi masclista. Però la tendra aviadora (Irene Dunne) ho aprofita per cantar-li tota la tendresa del seu amor. Els seus caps, per sosegar-los, volen enviar-lo als Estats Units, per fer d'instructor de joves pilots. La seva ben estimada insisteix també. Accepta. Però queda una última missió a complir, per aquest pilot de B-25: atacar en l'Atlàntic un portaavions alemany. L'heroic Joe ataca tot sol el portaavions, l'enfonsa, però és mort per caces alemanys.

## Repartiment
- Spencer Tracy: Pete Sandidge
- Irene Dunne: Dorinda Durston
- Van Johnson: Ted Randall
- Ward Bond: Al Yackey
- James Gleason: El coronel “Nails” Kilpatrick
- Lionel Barrymore: El general
- Barry Nelson: Dick Rumney
- Esther Williams: Ellen Bright
- Henry O'Neill: Coronel Sykes
- Don DeFore: James J. Rourke
- Charles Smith: Sanderson
- Addison Richards: Major Corbett
- Jacqueline White: Emmy York

I entre els actors que no surten als crèdits:
- Walter Sande: Sergent Sande
- Arthur Space: Capità a l'aeroport de San Francisco
- Wyndham Standing: Coronel anglès
- Philip Van Zandt: Major

## Remake
Steven Spielberg realitzarà una pel·lícula l'any 1989 a partir d'aquesta història: Always.
L'aventura es transposa al final dels anys 1980 i l'heroi no és un pilot d'avió de guerra sinó un combatent dels Estats Units.

## Al voltant de la pel·lícula
Una escena de la pel·lícula va ser difosa a la televisió en la pel·lícula de Tobe Hooper (produïda per Steven Spielberg): Poltergeist.